# Angélica (1994)
Angélica é o sétimo álbum de estúdio da apresentadora e cantora brasileira Angélica, lançado em 1994 pela gravadora Columbia (atual Sony Music Brasil). Apresenta uma mistura de músicas voltadas para o público jovem e infantil, refletindo o desejo da artista de agradar tanto aos seus fãs adolescentes quanto às crianças que acompanhavam seus programas de televisão. 
A seleção do repertório foi feita pela própria cantora em parceria com o diretor artístico da Sony, Miguel Plopski. Em entrevistas, expressou sua satisfação com o resultado, destacando a qualidade da produção e sua evolução como cantora, após um ano de aulas de canto. A faixa "Saudade" foi lançada como o único single promocional, enquanto "Beat Acelerado" foi a única música do álbum a ser incluída na compilação Os 14 Grandes Sucessos de Angélica. 
Comercialmente, Angélica teve um desempenho notável, vendendo mais de 100 mil cópias e recebendo a certificação de disco de ouro pela Associação Brasileira dos Produtores de Discos (ABPD).

## Produção e gravação
O álbum mescla músicas jovens com outras infantis, visando agradar também ao público que lhe acompanhava nos programas de televisão para crianças. Ela afirmou:"Como cantora, eu estourei nas rádios e em vendas de discos com "Vou de Táxi", uma música para adolescentes. Todas as minhas músicas de discos anteriores foram para esse público, além disso, as crianças, nesses meus oito anos de carreira, cresceram. Hoje, tenho o imenso prazer de dizer que conquistei vários públicos".
O repertório que compõe a lista de faixas foi selecionado por ela mesma e pelo diretor artístico da Sony, Miguel Plopski. Em entrevista afirmou que estava feliz com o resultado do trabalho: "É um dos melhores discos de minha carreira. É um disco muito bem produzido e eu estou cantando mais. Fiz aulas de canto durante um ano já me preparando para a regravação desse CD".

### Canções
"Beat Acelerado" foi gravada originalmente pela banda brasileira Metrô em 1984, sendo a faixa do lado A de seu primeiro compacto. A música fez bastante sucesso no país e contribuiu para projetá-los no mercado fonográfico brasileiro. Apesar de não ter sido single, foi a única faixa do álbum Angélica, de 1994, a ser incluída em sua compilação de maiores sucessos, intitulada Os 14 Grandes Sucessos de Angélica. Na resenha para o álbum de 94, o jornal O Fluminense afirmou que a faixa era "bem legal".
"Lindo Balão Azul" fez parte da trilha sonora do programa da TV Globo Pirlimpimpim, de 1982. A letra e a música são do cantor brasileiro de música pop e MPB Guilherme Arantes. A música original fez bastante sucesso no Brasil, de acordo com o Escritório Central de Arrecadação e Distribuição (ECAD), foi a nona mais tocada nas rádios brasileiras entre abril e maio de 1983, totalizando 740 execuções. A versão de Angélica foi incluída apenas nas edições em CD, e K7 do álbum.
"Dona Felicidade" foi lançada originalmente em 1985, pelo grupo Trem da Alegria, e incluída no LP Trem da Alegria do Clube da Criança. Fez sucesso no Brasil, tornando-se uma das canções mais conhecidas do grupo. A música original traz a participação especial da atriz e cantora brasileira Lucinha Lins.

## Lançamento e divulgação
Em 29 de setembro de 1994, o jornalista José Carlos Assumpção publicou em sua coluna do jornal O Fluminense que um novo álbum da cantora estava prestes a ser lançado. Em seu programa de TV, Casa da Angélica, do SBT, a cantora revelou que estaria fazendo o show de lançamento do disco no Playcenter, em São Paulo.
Na divulgação do álbum sua característica eclética, para atingir tanto crianças quanto adolescentes, foi enfatizada. No comercial de TV, por exemplo, ouve-se a narração: "Apaixone-se! Ela voltou para animar a festa e emocionar corações de todas as idades. Agora, Angélica vai fazer seu coração bater com mais alegria e emoção. Apaixone-se! Angélica está de volta! Em CD, K7 e LP".

## Singles
A faixa "Saudade" foi lançada como o primeiro e único single promocional do trabalho.

## Desempenho comercial
A Associação Brasileira dos Produtores de Discos (ABPD) auditou as primeiras 100 mil cópias levadas as lojas, e o certificou como disco de ouro. Dessa forma, o trabalho tornou-se o quinto e último álbum da carreira de Angélica a ser certificado pela organização.

## Lista de faixas
- Créditos adaptados do CD Angélica, de 1994.[15]

| N.º | Título                                | Compositor(es)                          | Duração |  |
| 1.  | "Saudade"                             | Augusto César Paulo Sérgio Valle        | 4:02    |  |
| 2.  | "Beat Acelerado"                      | Alec Vicente França Yann                | 4:22    |  |
| 3.  | "Quero Ficar Com Você"                | Chico Roque Valle                       | 4:17    |  |
| 4.  | "Bambolê Yo Yo"                       | César Valle                             | 3:27    |  |
| 5.  | "Dois Namorados"                      | César Valle                             | 3:27    |  |
| 6.  | "Dona Felicidade"                     | Michael Sullivan Paulo Massadas         | 3:40    |  |
| 7.  | "Eu Amo Você"                         | J. C. Sampa                             | 4:16    |  |
| 8.  | "A Dança do Saci Pererê"              | César Valle                             | 3:18    |  |
| 9.  | "Magia"                               | César Valle                             | 3:41    |  |
| 10. | "Sou Mais Você"                       | Arnaldo Saccomani Torcuato Mariano      | 4:32    |  |
| 11. | "Amigos Pra Valer" (Casa da Angélica) | César Augusto César Rossini João Plinta | 3:51    |  |
| 12. | "Can Can"                             | César Costa Filho Sérgio Fonseca        | 3:30    |  |
| 13. | "Lindo Balão Azul"                    | Guilherme Arantes                       | 3:55    |  |
| 14. | "Com Você"                            | Saccomani Mauro Motta                   | 4:05    |  |

## Certificações e vendas
| Brasil (Pro-Música Brasil)                       | Ouro | 1994 | 100.000* |
| *número de vendas baseado apenas na certificação |      |      |          |